# Банџул
Банџул (енгл. Banjul) је главни град Гамбије. Град има 34.828 становника док цела урбана зона има 357.238 становника (2003). Налази се на острву Света Марија (или острво Банџул) где се река Гамбија улива у Атлантски океан. Град је подељен у два дистрикта, Банџул и Канифинг.

## Географија

### Клима
| Клима (Банџул)             | Клима (Банџул) | Клима (Банџул) | Клима (Банџул) | Клима (Банџул) | Клима (Банџул) | Клима (Банџул) | Клима (Банџул) | Клима (Банџул) | Клима (Банџул) | Клима (Банџул) | Клима (Банџул) | Клима (Банџул) | Клима (Банџул) |
| Показатељ \ Месец          | .Јан.          | .Феб.          | .Мар.          | .Апр.          | .Мај.          | .Јун.          | .Јул.          | .Авг.          | .Сеп.          | .Окт.          | .Нов.          | .Дец.          | .Год.          |
| -------------------------- | -------------- | -------------- | -------------- | -------------- | -------------- | -------------- | -------------- | -------------- | -------------- | -------------- | -------------- | -------------- | -------------- |
| Просек, °C (°F)            | 23 (73)        | 24 (75)        | 26 (79)        | 25 (77)        | 26 (79)        | 28 (82)        | 27 (81)        | 26 (79)        | 27 (81)        | 27 (81)        | 25 (77)        | 24 (75)        | 25,67 (78,21)  |
| Количина падавина, mm (in) | 3 (1,2)        | 3 (1,2)        | 0 (0)          | 0 (0)          | 10 (3,9)       | 58 (22,8)      | 282 (111)      | 500 (196,9)    | 310 (122)      | 109 (42,9)     | 18 (7,1)       | 3 (1,2)        | 1,296 (510,2)  |
| [ тражи се извор ]         |                |                |                |                |                |                |                |                |                |                |                |                |                |

## Историја
Банџул су основали 1816. основали Британци као трговачку испоставу и базу за укидање трговине робљем. Прво име града је било Батурст, у част Хенрија Батурста секретара британског Колонијал Офиса, али је име промењено у Банџул 1973. 22. јула 1994. у Банџулу се одвио државни удар у коме је збачен председник Давда Џавара и на његово место је дошао Јахја Џаме. Да би се обележио овај догађај изграђена је Капија 22. Капија је висока 35 метра и налази се у центру једног трга, у њој се налази музеј текстила.
Знаменитости града су: Национални Музеј Гамбије, пијаца Алберт, председничка палата, зграда суда, две катедрале и више џамија.

## Становништво
| Година       |
| Становништво |
| ------------ |

## Партнерски градови
- Тајпеј
- Фритаун
- Joal-Fadiouth
- Grand Yoff
- Остенде
- Гримсби
- Њуарк
- Бамако